# تبعید ژوئن

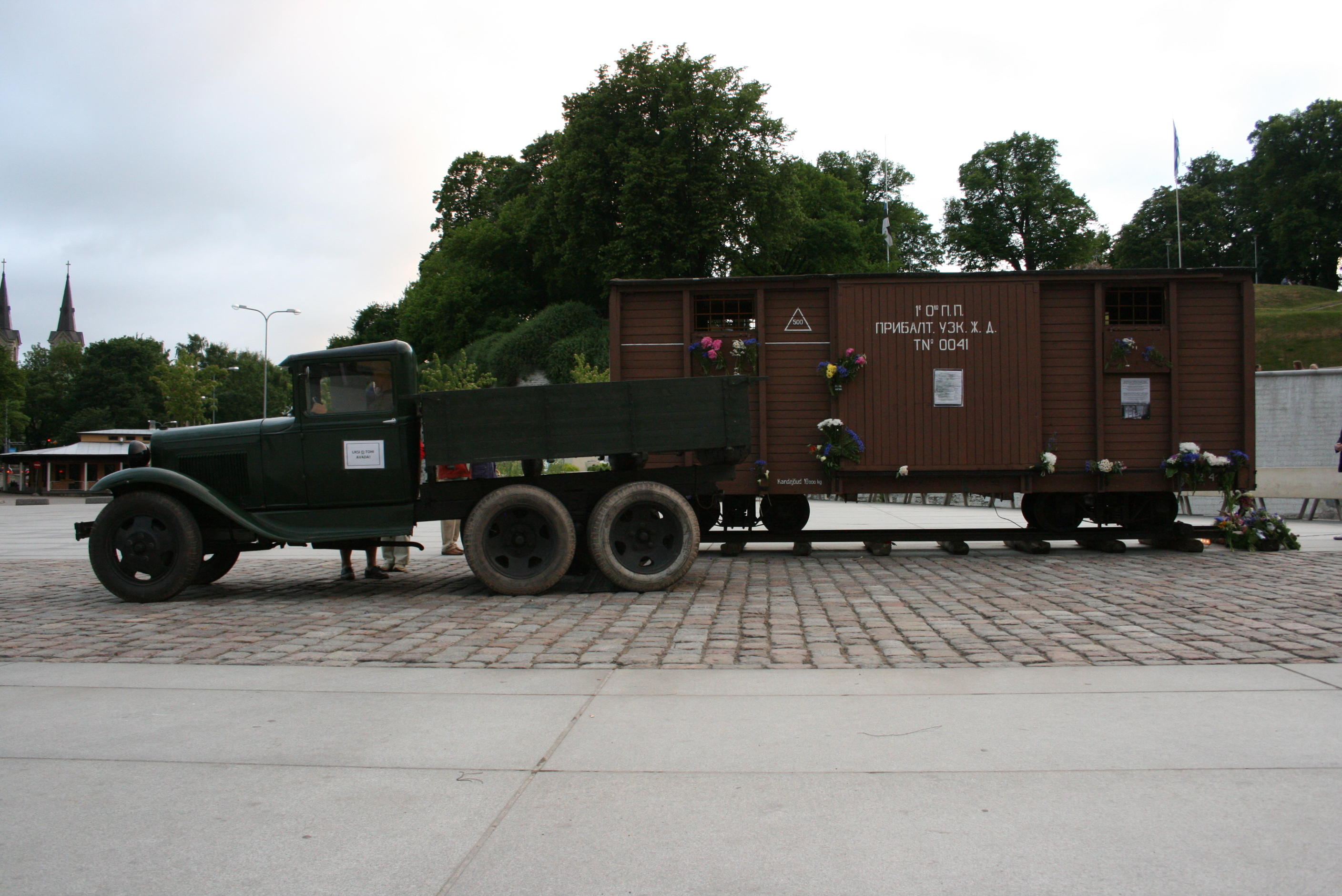
نمایشگاه شبیه‌سازی خودروهای انتقال افراد به سیبری در سال ۱۹۴۱

تبعید ژوئن (استونیایی: juuniküüditamine) یک تبعید دسته‌جمعی توسط اتحاد جماهیر شوروی سوسیالیستی از ده‌ها هزار نفر از سرزمین‌های اشغال شده در سال‌های ۱۹۴۰–۱۹۴۱: کشورهای بالتیک، لهستان اشغالی، بلاروس غربی، اوکراین غربی و مولداوی بود.